# هاري هاي
هاري هاي (بالإنجليزية: Harry Hay) هو سباح أسترالي، ولد في 1893 في مايتلاند في أستراليا، وتوفي في 30 مارس 1952 في Manly, New South Wales ‏ في أستراليا.
كان هنري «هاري» هاي جونيور (7 أبريل 1912-24 أكتوبر 2002) ناشطًا أمريكيًا في مجال حقوق المثليين وشيوعيًا ومدافعًا عن حقوق العمال. كان مؤسسًا مشاركًا لجمعية ماتاشين، وهي أول مجموعة مستدامة لحقوق المثليين في الولايات المتحدة، بالإضافة إلى شبكة الجنيات الراديكالية، وهي حركة روحية للمثليين مرتبطة بشكل فضفاض.
وُلد هاي لعائلة من الطبقة المتوسطة العليا في إنجلترا، ونشأ في تشيلي وكاليفورنيا. اعترف بمثليته الجنسية في سن مبكرة، وأصبح تحت تأثير الماركسية. درس لفترة وجيزة في جامعة ستانفورد، وأصبح لاحقًا ممثلًا محترفًا في لوس أنجلوس حيث انضم إلى الحزب الشيوعي الأمريكي، وأصبح ناشطًا ملتزمًا في العمل اليساري. حاول هاي أن يصبح مغايرًا جنسيًا، نتيجة للضغط المجتمعي، من خلال الزواج من ناشطة في الحزب في عام 1938، وتبنى معها طفلين. انتهى زواجه في عام 1950 بعد أن أدرك عدم تمكنه من أن يكون مغايرًا، وأسس جمعية ماتاشين. استقال من الجمعية في عام 1953 على الرغم من مشاركته في حملات من أجل حقوق المثليين.
أدى إيمان هاي المتزايد في وضع الأقلية الثقافية للمثليين جنسيًا إلى اتخاذ موقف ضد الاستيعاب الثقافي الذي دعت إليه غالبية المدافعين عن حقوق المثليين. أصبح لاحقًا أحد مؤسسي فرع لوس أنجلوس لجبهة تحرير المثليين في عام 1969، وذلك على الرغم من انتقاله في عام 1970 إلى نيو مكسيكو مع شريكه منذ فترة طويلة جون بيرنسايد. أدى اهتمام هاي المستمر بالديانة الأمريكية الهندية إلى مشاركة الزوجين في تأسيس شبكة الجنيات الراديكالية في عام 1979 مع دون كيلهفنر وميتشل إل. ووكر. عاد إلى لوس أنجلوس، واستمر انخراطه في مجموعة من قضايا الناشطين طوال حياته، وأصبح رجل دولة معروفًا، ومثيرًا للجدل، داخل مجتمع المثليين في البلاد. وُصف هاي بأنه «مؤسس حركة المثليين الحديثة» و«أب تحرير المثليين».
كان هاي داعمًا نشطًا لجمعية حب الرجل/الفتى في أمريكا الشمالية، وهي منظمة للدفاع عن الاستغلال الجنسي للأطفال. احتج على منع المجموعة من مسيرات فخر المثليين، مرتديًا لافتة احتجاجًا على الحظر خلال مسيرة فخر لوس أنجلوس في عام 1986، وقاطع مسيرة فخر نيويورك في عام 1994 لرفضهم ضم الجمعية. تحدث عن دعم العلاقات بين الرجال البالغين والفتيان الذين تقل أعمارهم عن ثلاثة عشر عامًا، وتحدث في العديد من اجتماعات الجمعية، بما في ذلك الجلسات في عامي 1984 و1986، واجتماع آخر في عام 1994 حول مساعدة المجموعة في وضع استراتيجية لتغيير الاسم للمساعدة بما يخص صورتهم العامة.

## نشاط حقوق المثليين

### جمعية ماتاشين: منذ 1948 حتى 1953
تأثر هاي بنشر تقارير كينزي، فخطرت له فكرة مجموعة ناشطة في المثلية الجنسية في أغسطس 1948، والتي أصبحت فيما بعد جمعية ماتاشين. تحدث هاي مع رجال مثليين آخرين في حفلة حول تشكيل منظمة دعم للمثليين لحملة التوقيع على عريضة لمرشح الحزب التقدمي للرئاسة هنري إيه. والاس، وتسمى «عزّاب والاس». تشجع هاي من الرد الذي تلقاه، فكتب المبادئ التنظيمية في تلك الليلة، وهي وثيقة أشار إليها باسم «الدعوة»، ولكن الرجال الذين أبدوا اهتمامهم لم يكونوا متحمسين في صباح اليوم التالي. عمل هاي على صقل فكرته على مدى العامين التاليين، فابتكر أخيرًا «نظامًا أخويًا دوليًا» ليكون بمثابة «منظمة خدمة ورعاية مكرسة لحماية وتحسين الأقليات المخنثين في المجتمع»، وهو مصطلح رفضه فيما بعد. خطط هاي ليطلق على هذه المنظمة اسم «العزّاب المجهولين»، وتصورها وهي تخدم وظيفة وغرضًا مشابهًا لمنظمة مدمني الكحول المجهولين. تمثل رأي هاي في جوهر نهج المنظمة بأن المثليين جنسيًا هم «أقلية اجتماعية» أو «أقلية ثقافية» يتعرضون للقمع. تأثر هاي بذلك بالمفاهيم الماركسية اللينينية للزعيم السوفيتي جوزيف ستالين المتعلقة بتشكيل مجموعة أقلية.
التقى هاي مع رودي غيرنريتش في يوليو 1950، وسرعان ما دخلا في علاقة. شارك غيرنريتش العديد من أفكار هاي اليسارية، وأعجب بالدعوة. أصبح داعمًا ماليًا متحمسًا للمشروع، على الرغم من عدم إضافة اسمه، فوضع حرف «أر» بدلًا من ذلك. اجتمع هاي وغيرنريتش وأصدقاؤهم دالي جينينغز، وبوب هال، وتشاك رولاند في 11 نوفمبر 1950 في لوس أنجلوس تحت اسم «مجتمع الحمقى». غيرت المجموعة اسمها إلى «جمعية ماتاشين» في أبريل 1951، إذ اختار هاي هذا الاسم بناءً على اقتراح زميله العضو جيمس غروبر، الذي استند بذلك إلى الجمعيات السرية الفرنسية في العصور الوسطى المكونة من رجال ملثمين مُكِّنوا (من خلال عدم الكشف عن هويتهم) من انتقاد الملوك الحاكمين مع الإفلات من العقاب.
اعترف هاي لزوجته عن مثليته الجنسية في أبريل 1951 وعن عمله مع جمعية ماتاشين. غضبت زوجته كثيرًا، وتطلقا في سبتمبر بسبب قسوة هاي المفرطة، وانتقل من منزلهم. استمر في إرسال نصف راتبه إلى أنيتا لمدة اثني عشر عامًا، واستبعد في الوقت نفسه معظم أصدقائه من تلك البيئة الاجتماعية. أبلغ الحزب الشيوعي بالنبأ، وأوصى بطرده، إذ منع الحزب عضوية المثليين. وافق أعضاء الحزب على طرده من الخدمة باعتباره «خطرًا أمنيًا»، ولكنهم أعلنوا أنه «صديق الشعب مدى الحياة» تقديرًا لسنوات خدمته العديدة. انتهت علاقة هاي مع غيرنريتش بعد فترة وجيزة، إذ دخل هاي في علاقة مع صانع القبعات الدنماركي جورن كامغرن في عام 1952، واستمرت لمدة أحد عشر عامًا ساعده هاي خلالها في إنشاء متجر قبعات، محاولًا استخدام جهات اتصاله في صناعات الأزياء والترفيه للحصول على عرض لعمل كامغرن والاجتماع بنجاح معتدل.
استند جزء من هيكل ماتاشين إلى هيكل الحزب الشيوعي، وجزء آخر إلى المنظمات الأخوية مثل الماسونية. عملت الجمعية على الأساس اللينيني للمركزية الديمقراطية، وكان لديها خلايا، وأقسام سرية وخمسة مستويات مختلفة من العضوية، كل منها يتطلب مستويات أعلى من المشاركة والالتزام. كان من المتوقع أن تنقسم المستويات إلى خلايا جديدة مع نمو الجمعية، مما يخلق إمكانية النمو الأفقي والعامودي. شكل الأعضاء المؤسسون «المستوى الخامس»، وظلوا مجهولين منذ البداية. نمت عضوية ماتاشين ببطء في البداية، ولكنها شهدت دفعة كبيرة في فبراير 1952 عندما قُبِض على مؤسسها جينينغز في حديقة لوس أنجلوس متهمًا بالسلوك البذيء. يعترف الرجال في وضع جينينغز بالذنب في التهمة في كثير من الأحيان، ويأملون في إعادة بناء حياتهم بهدوء. اعتبر جينينغز وبقية أعضاء المستوى الخامس أن الاتهامات وسيلة لمعالجة قضية إيقاع الشرطة بمثليي الجنس من الرجال.
بدأت المجموعة في الإعلان عن القضية تحت اسم لجنة المواطنين لمنع الأفخاخ، وجلبت الدعاية المتولدة الدعم المالي والمتطوعين. اعترف جينينغز خلال محاكمته بأنه مثلي الجنس، ولكنه أصر على أنه غير مذنب بالتهمة الموجهة إليه. أعلنت ماتاشين النصر بعد أن وصلت هيئة المحلفين إلى طريق مسدود (11-1 لصالح التبرئة) ورفض القاضي للتهم.
توسعت الجمعية بسرعة بعد محاكمة جينينغز، إذ قدّر المؤسسون العضوية في كاليفورنيا بحلول مايو 1953 بأكثر من 2000 شخص، مع انضمام حوالي 100 شخص إلى مجموعة مناقشة نموذجية. أدى هذا إلى مزيد من التدقيق في المجموعة، إذ نشرت صحيفة يومية في لوس أنجلوس مقالًا يفضح هاي كماركسي في فبراير 1953. تنحى هاي عن منصبه انطلاقًا من عدم رغبته في تشويه سمعة الجمعية من خلال ربطها بالشيوعية. تنوعت عضوية الجمعية مع مشاركة أشخاص من طيف سياسي أوسع. كان العديد من الأعضاء قلقين من سيطرة اليسار المتطرف على الجمعية، وشعروا أنه يجب أن يكون لها هيكل أكثر انفتاحًا وديمقراطية. تحدى الصحفي هال كول وأعضاء محافظون آخرون قادة الجمعية لتعديل دستورها في مؤتمر جماعي عُقِد في ربيع عام 1953، والتأكيد على ولاء الأعضاء للولايات المتحدة وقوانينها. كشف أعضاء المستوى الخامسة عن هوياتهم واستقالوا من مناصبهم القيادية في محاولة للحفاظ على رؤيتهم للجمعية. دخل كول، وغيره من الأشخاص الذين يشاركونه الرأي، في الفراغ القيادي مع رحيل المؤسسين، وتبنت ماتاشين رسميًا عدم المواجهة كسياسة تنظيمية. أدى انخفاض فعالية ماتاشين المنظمة حديثًا إلى انخفاض حاد في العضوية والمشاركة. كان هاي منزعجًا من تغيير اتجاه ماتاشين، مما أدى إلى انهياره عصبيًا.

## وصلات خارجية
- هاري هاي على موقع اللجنة الأولمبية الدولية (الإنجليزية)
- هاري هاي على موقع أوليمبيديا (الإنجليزية)
- هاري هاي على موقع اللجنة الأولمبية الأسترالية (الإنجليزية)